# Männer-Feldhandballnationalmannschaft der Vereinigten Staaten
Die Männer-Feldhandballnationalmannschaft der Vereinigten Staaten vertrat die Vereinigten Staaten bei Länderspielen und internationalen Turnieren.

## Olympische Spiele
Die Männer-Feldhandballnationalmannschaft der Vereinigten Staaten nahm an der einzigen Austragung an der Feldhandball gespielt wurde teil.
| Jahr | Austragungsort          | Teilnahme bis…   | Ergebnis                         | Medaille |
| ---- | ----------------------- | ---------------- | -------------------------------- | -------- |
| 1936 | Berlin, Deutsches Reich | Spiel um Platz 5 | Rumänien 10:3 Vereinigte Staaten | 6. Platz |

## Weltmeisterschaften
Die Männer-Feldhandballnationalmannschaft der Vereinigten Staaten nahm an einer der sieben bis 1966 ausgetragenen Feldhandball-Weltmeisterschaften teil.
| Jahr | Gastgeberland   | Teilnahme bis…   | Ergebnis                       | Rang            | Bemerkungen und Besonderheiten |
| ---- | --------------- | ---------------- | ------------------------------ | --------------- | ------------------------------ |
| 1938 | Deutsches Reich | keine Teilnahme  | keine Teilnahme                | keine Teilnahme |                                |
| 1948 | Frankreich      | keine Teilnahme  | keine Teilnahme                | keine Teilnahme |                                |
| 1952 | Schweiz         | keine Teilnahme  | keine Teilnahme                | keine Teilnahme |                                |
| 1955 | BR Deutschland  | keine Teilnahme  | keine Teilnahme                | keine Teilnahme |                                |
| 1959 | Österreich      | keine Teilnahme  | keine Teilnahme                | keine Teilnahme |                                |
| 1963 | Schweiz         | Spiel um Platz 7 | Israel 16:5 Vereinigte Staaten | 8. Platz        |                                |
| 1966 | Österreich      | keine Teilnahme  | keine Teilnahme                | keine Teilnahme |                                |